# Visage (Picasso)
Visage è un dipinto a olio su tela (130×97 cm) realizzato nel 1970 dal pittore spagnolo Pablo Picasso. Fa parte della Collezione Picasso di Mougins.
Il soggetto dell'opera ricorda, nell'abbigliamento e nell'atteggiamento, i cortigiani delle opere di Diego Velázquez e Rembrandt.